# Боевые возможности
Боевые возможности — собирательное название всей совокупности качественных и количественных показателей, характеризующих способность войсковых сил в конкретной оперативной обстановке выполнить в указанные сроки поставленные перед ними боевые задачи. 
Достоверная информация о боевых возможностях своих войск и сил позволяет командованию принимать адекватные ситуации решения, эффективно использовать свои силы и средства, а также — ставить перед ними реальные боевые задачи.
В качестве количественных показателей боевых возможностей нередко принимаются математическое ожидание наносимого ущерба, математическая вероятность решения поставленной задачи, разные оперативно-технические нормы, параметры и тому подобное, которые могут рассчитываться отдельно для основных боевых средств, по видам вооружений, по родам войск, а также — для войскового формирования в целом как совокупность его огневых, ударных и манёвренных возможностей.
Боевые возможности войск не являются постоянными величинами и зависят от количества войск и боевого состава, укомплектованности, качества и эффективности оснащения, степени обеспеченности материально-техническими средствами, подготовленности командного состава, уровня управляемости, морально-психологических и боевых качеств личного состава, географических, климатических и погодных условий на театре боевых действий, а также — характера противодействия противника, качества его сил и объектов, их защищённости и так далее.

Если посмотреть на те деньги, которые тратятся на российскую и американскую армии, вряд ли можно сделать вывод о том, что у них почти равные боевые возможности. В расходах в расчёте на солдата существует просто колоссальная разница.

В среднем за последние 15 лет американская армия тратила на каждого своего солдата примерно в десять раз больше, чем российская. Это огромная, просто гигантская разница, которая в последние 2 — 3 года сократилась совсем несущественно.— Марк Адоманис (Mark Adomanis), «Могут ли русские победить американскую армию?», «Forbes», США), ИноСМИ, Оригинал публикации: Could The Russians Defeat The US Army?, Опубликовано: 11/11/2015 04:43
Оценка боевых возможностей войск проводится с помощью математических, графических, графоаналитических и других методов вычислений с помощью таблиц, графиков, номограмм и тому подобному принимая во внимание боевые качества имеющихся сил и средств, а также — сравнительное соотношение качественно-количественных характеристик своих войск по отношению к войскам противника. Помимо учитывается конкретный вид боевых действий, время, отводимое на выполнение боевых задач, силы сторон и прогнозируемый уровень боевых потерь.
Считается, что наиболее полная и объективная оценка боевых возможностей может быть получена путём численного моделирования боя или операции.